# Francis Alonge
Mons. Francis Folorunsho Clement Alonge (1. března 1935, Ado-Ekiti) je nigerijský katolický duchovní a emeritní biskup Onda.

## Stručný životopis
Narodil se 1. března 1935 v Ado-Ekiti. Na kněze byl vysvěcen dne 29. června 1963 pro diecézi Ondo. Po vysvěcení působil v různých pastoračních funkcích diecéze.
Dne 17. prosince 1973 byl papežem Pavlem VI. jmenován pomocným biskupem diecéze Ondo a titulárním biskupem Thignickým. Biskupské svěcení přijal 21. dubna 1974 z rukou apoštolského nuncia Nigérie arcibiskupa Girolama Prigioneho, spolusvětiteli byli William Richard Field, S.M.A. a Patrick Ebosele Ekpu. Tuto funkci vykonával do 31. května 1976, kdy byl ustanoven diecézním biskupem ondským. Na post biskupa Onda rezignoval 26. listopadu 2010.